# 1-я дивизия Национальной гвардии Украины
1-я дивизия Национальной гвардии Украины, 1 дНГУ (укр. 1-а дивізія Національної гвардії України). Управление дивизии (в/ч 2210, г.Киев).

## История
Управление дивизии сформировано 02.01.1992 г. на базе управления 290-го Новороссийского Краснознамённого отдельного мотострелкового полка оперативного назначения внутренних войск МВД СССР.
Расформирована согласно Указу Президента Украины № 71/95 от 20.01.1995 г. и приказа КНГУ № 50/8 от 26.01.1995 г.;

## Структура дивизии
- 1-й полк НГУ (1 пНГУ, в/ч 4101, г. Киев) — сформирован в 1992 г. на базе 290 Новороссийского Краснознамённого мспОпН ВВ; в 1995 г. переформирован в 24 брНГУ; 24.12.1998 г. приказом КНГУ № 365 переименована в 24 Киевскую брСпН НГУ; в состав бригады входили 1 (пос. Высокая Печь Житомирская обл.), 2 (г. Киев), 3 (пос. Старое Киевской обл.), 17 (пос. Новые Петровцы Киевской обл.) и 27 (г. Киев) обСпН НГУ; в 1999 г. передана в состав ВС Украины и стала Отд. Новороссийско-Киевским орд. Кр. Знамени полком СпН Президента Украины;
  - 1 обНГУ «Чёрная пантера»(в/ч 1411, г. Житомир, с 1998 г. — пос. Высокая Печь Житомирская обл.) — сформирован в 1992 г. на базе отд. конвойного батальона ВВ; 10.06.1998 г. приказом КНГУ № 159 переименован в 1 обСпН НГУ; в 1999 г. передан ВВ МВД Украины;
  - 2 обНГУ (г. Киев) — сформирован в 1995 г.; 10.06.1998 г. приказом КНГУ № 159 переименован в 2 обСпН НГУ; в 1999 г. передан ВС Украины;
  - 3 обНГУ (пос. Старое Киевской обл.) — сформирован в 1995 г. на базе учебного центра Киевского ВОКУ; 10.06.1998 г. приказом КНГУ № 159 переименован в 3 обСпН НГУ; в 1999 г. передан ВС Украины;
  - 17 обСпН НГУ «Белая пантера» (в/ч 2215, пос. Новые Петровцы Киевской обл.) — сформирован в 1992 г. на базе учебной орСпН 290 Новороссийского Краснознамённого мспОпН ВВ как учебный обСпН 1 пНГУ; в 1998 г. выделен в отдельный батальон спецназа; в 1999 г. передан ВС Украины;
  -  27 обСпН НГУ (в/ч 2208, г. Киев) — сформирован в 1998 г. на базе дивизиона огневой поддержки 24 брНГУ; в 1999 г. передан ВВ МВД Украины;
- 1 обсНГУ (в/ч 2263, г. Киев) — сформирован на базе обс ГУВВ МВД по Украинской и Молдавской ССР; в 1999 г. передан МВД Украины;
- 2 пНГУ (в/ч 4102, г. Киев) — сформирован в 1992 г. на базе 1 смпм ВВ; в 1995 г. передан ВВ МВД Украины;
- 22 брНГУ (в/ч 2260, г. Киев) — сформирована 22.06.1992 г. как батальон охраны дип. и консульских представительств иностранных государств 1 пНГУ; 01.07.1992 г. переформирован в 22 брНГУ по охране дип. и консульских представительств иностранных государств; в 1999 г. передана ВВ МВД Украины;
- 31 обвэНГУ (в/ч 2270, г. Белая Церковь) — сформирована 01.08.1992 г. на базе 318 овэ; в 1999 г. расформирована;
- 51-я отдельная вертолётная бригада НГУ[укр.] (51 овбр НГУ, в/ч 2269, г. Александрия) — сформирована 01.08.1992 г. на базе 51 гв. овп; в 1999 г. передана ВВ МВД Украины.

## Командиры
Подполковник Полий